# 호아킨 우르키아가
호아킨 우르키아가 레가르부루(스페인어: 	Joaquín Urquiaga Legarburu; 1910년 3월 29일, 바스크 주 바수르토-소로사 ~ 1965년 7월 28일, 바스크 주 빌바오)는 축구 선수이자 감독으로, 현역 시절 스페인과 멕시코에서 활약했다.

## 경력
우르키아가는 비스카이아 도 바수르토-소로사 출신으로, 현역 시절 베티스의 수문장으로 활약했다. 그는 1932년 12월 25일에 라 리가 신고식을 치러 1934-35 시즌에 소속 구단의 우승을 도왔다. 4년 동안, 우르키아가는 베티스 소속으로 72번의 리그 경기에 출전했다.
우르키아가는 1937년 스페인 내전을 피해 멕시코로 건너가 아스투리아스로 이적하였다. 그는 베라크루스에서도 활약했는데, 그는 베라크루스 소속으로 1945-46 시즌에 멕시코 1부 리그 우승을 거두었다.
현역 은퇴 후, 우르키아가는 감독일을 했다. 그는 베라크루스를 이끌고 1947-48 시즌에 코파 메히코 우승을 거두었다. 우르키아가는 탐피코를 지도하기도 했는데, 1952-53 시즌에는 리그와 컵 2관왕의 성적을 거두었다.

## 최후
우르키아가는 1965년 7월에 빌바오에서 타계했다.

## 수상

### 선수
베라크루스
- 멕시코 1부 리그: 1945–46

개인
- 트로페오 리카르도 사모라: 1934–35

### 감독
베라크루스
- 코파 메히코: 1947–48

탐피코
- 멕시코 1부 리그: 1952–53
- 코파 메히코: 1952–53